# Primorski Dolac
Primorski Dolac (in italiano Primorschi-Dollaz, desueto)  è un comune della Regione spalatino-dalmata in Croazia. Al 2001 possedeva una popolazione di 839 abitanti.

## Storia
In passato ebbe il nome di Suhi Dolac o Suhi Dol.

## Località
Il comune di Primorski Dolac non è suddiviso in frazioni.